# Charlotte Ecard
Pour les articles homonymes, voir Ecard.
Marie Félicie Écard dite Charlotte Écard, née le 21 novembre 1897 à Beaune et morte le 1er avril 1972  dans le 2e arrondissement de Paris, est une actrice française.

## Filmographie
- 1942 : L'Amant de Bornéo de Jean-Pierre Feydeau et René Le Hénaff : une pensionnaire
- 1943 : La Main du diable de Maurice Tourneur
- 1943 : Au Bonheur des Dames d'André Cayatte
- 1943 : Les Roquevillard de Jean Dréville
- 1943 : Un seul amour de Pierre Blanchar : l'habilleuse
- 1944 : Cécile est morte de Maurice Tourneur : l'amie de la concierge
- 1945 : Falbalas de Jacques Becker
- 1945 : Les Caves du Majestic de Richard Pottier : la concierge de Maigret
- 1946 : Le Capitan de Robert Vernay
- 1946 : L'Ange qu'on m'a donné de Jean Choux
- 1946 : Étrange destin de Louis Cuny
- 1946 : Tombé du ciel d'Emil-Edwin Reinert
- 1947 : L'Éventail d'Emil-Edwin Reinert
- 1948 : La Carcasse et le Tord-cou de René Chanas : une commère
- 1948 : Scandale de René Le Hénaff : Suzanne
- 1948 : Impasse des Deux-Anges de Maurice Tourneur : Céline
- 1948 : La Figure de proue de Christian Stengel : Mme Donnadieu
- 1948 : Le Diamant de cent sous de Jacques Daniel-Norman : la sourde
- 1949 : Tous les deux de Louis Cuny : Pauline
- 1949 : La Maternelle d'Henri Diamant-Berger : Mme Fouillet
- 1949 : Du Guesclin de Bernard de Latour : la nourrice
- 1950 : Ballerina de Ludwig Berger
- 1950 : Cœur-sur-Mer de Jacques Daniel-Norman : Gertrude
- 1951 : Dakota 308 de Jacques Daniel-Norman : l'infirmière
- 1951 : Bel Amour de François Campaux : Mme Girard
- 1951 : Les Deux Gamines de Maurice de Canonge
- 1952 : L'amour n'est pas un péché de Claude Cariven
- 1952 : Son dernier Noël de Jacques Daniel-Norman : l'infirmière chef
- 1954 : Le Chevalier de la nuit de Robert Darène : l'ouvreuse
- 1961 : Arrêtez les tambours de Georges Lautner : la servante